# لطف الصراري
لطف الصراري كاتب قصص قصيرة وصحفي يمني. ولد في الريف (مديرية ماوية) ثم انتقل إلى تعز في شبابه ليدرس اللغة الإنجليزية في جامعتها. بعد التخرج عمل كمدير لأنشطة الطلاب الثقافية في جامعة تعز لمدة ثماني سنوات قبل أن يشغل منصب المدير العام لإدارة خدمات الطلاب، وبعد أربعة أعوام عينته الجامعة مستشاراً ثقافياً وإعلامياً بسبب عدم توافقه مع بعض السياسات التي تدار بها الإدارات التنفيذية في الجامعة. نشرت نصوصه القصصية الأولى في عام 2006 في صحيفة الثقافية اليمنية. تحول تدريجيا إلى الصحافة ليصبح في نهاية المطاف المحرر الثقافي في صحيفة حديث المدينة ثم مديراً لتحريرها، ومع بداية العام 2011 انتقل للعمل في صنعاء كمدير تحرير لصحيفة الأولى اليومية. عنوان مجموعته القصصية الأولى من القصص القصيرة «كمن يدخن سيجارة طويلة بنفس واحد» في عام 2009 واستقبلها النقاد اليمنيين بشكل جيدا.